# باران را به آتش کشیدن
«باران را به آتش کشاندن» (به انگلیسی: Set Fire to the Rain) ترانه‌ای از دومین آلبوم استودیوی ادل به نام ۲۱ است که توسط او و فریزر تی.اسمیت سروده و تهیه شده‌است. این تصنیف به عنوان دومین تک‌آهنگ از این آلبوم در اروپا منتشر شده‌است. در بریتانیا هم به عنوان سومین تک‌آهنگ در ۴ ژوئیه ۲۰۱۱ -وقتی که در جدول آهنگ‌ها شماره یازدهم را در این کشور کسب کرد- منتشر شد. این آهنگ در بلژیک، لهستان، هلند، جمهوری چک، اسلواکی و ایالات متحده آمریکا رتبه اول را کسب کرد. هم‌چنین در اتریش، کانادا، دانمارک، فرانسه، فنلاند، آلمان، ایرلند، ایتالیا، نیوزیلند، نروژ، سوئیس و آفریقای جنوبی در بین ۱۰ آهنگ برتر قرار گرفت. «باران را به آتش کشاندن» در ۲۱ نوامبر ۲۰۱۱ به عنوان سومین تک‌آهنگ رسمی در آمریکا پخش گردید و رتبه نخست ۱۰۰ آهنگ داغ بیلبورد را کسب کرد. این آهنگ به عنوان سومین آهنگ به‌طور پیاپی از یک آلبوم در صدر جدول بهترین آهنگ‌ها قرار گرفت. ادل اولین زن بریتانیایی است که در طول تاریخ توانسته‌است که سه آهنگ در رتبه نخست بیلبورد و آن هم به صورت متوالی داشته باشد.